# 幽伯 (召)
幽伯（ゆうはく、生没年不詳）は、召の君主。姫姓召氏。
康公の後代の人物で、五年琱生簋・六年琱生簋・五年琱生尊などの器に名が見られる。妻は幽姜、その子が虎（穆公）である。在位年は厲王の治世に及び、虎が後を継いだ。